# Ale szopka 3: Koleś, gdzie jest mój osiołek?!
Ale szopka 3: Koleś, gdzie jest mój osiołek?! (ang. Nativity 3: Dude, Where’s My Donkey?) – brytyjski film komediowy z 2014 roku w reżyserii Debbie Isitt, wyprodukowany przez wytwórnię Entertainment One. Kontynuacja filmów Ale szopka! oraz Nativity 2: Danger in the Manger.

## Opis fabuły
Szkoła podstawowa St. Bernadette’s od lat słynie z szopek bożonarodzeniowych, za których sukcesem stoi nauczyciel Desmond Poppy. Mężczyzna wpada na nowy pomysł. Tymczasem w  dyrektorskim gabinecie urzęduje nowa pani dyrektor Clara Keen (Celia Imrie). Sytuacja zmienia się, gdy jeden z nauczycieli, Jeremy Shepherd (Martin Clunes), w wyniku kopnięcia w głowę przez osiołka dostaje amnezję. Ku rozpaczy swojej córeczki Lauren zapomina o czekającym go w Nowym Jorku ślubie z Sophie (Catherine Tate). Pan Poppy i grupa dzieciaków postanawiają wyruszyć z pomocą.

## Obsada
- Martin Clunes jako Jeremy Shepherd
- Marc Wootton jako Desmond Poppy
- Catherine Tate jako Sophie Ford
- Celia Imrie jako Clara Keen
- Jason Watkins jako Gordon Shakespeare
- Stewart Wright jako wujek Henry
- Adam Garcia jako Bradley Finch
- Ralf Little jako Charlie O’Donnell
- Duncan Preston jako pan O’Donnell
- Susie Blake jako pani O'Donnell
- Lauren Hobbs jako Lauren Shepherd

## Odbiór

### Krytyka
Film Ale szopka 3: Koleś, gdzie jest mój osiołek?! spotkał się z negatywną reakcją krytyków. W serwisie Rotten Tomatoes 16% z dziewiętnastu recenzji filmu jest pozytywne (średnia ocen wyniosła 3,10 na 10).